# Nefilim
Nefilim var i den kristna Bibeln de äldsta halvt gudomliga väsendena. De var oerhört stora människor med övernaturliga fysiska och andliga krafter.
Nefilim (hebreiska: נְפִילִים, sing. נָפִיל, Nafíl eller Nafil) kommer av det hebreiska/arameiska verbet nafal, som betyder ”att falla”, till exempel om att falla i strid. Det används exempelvis om Uria som föll i striden (2 Sam. 11;17). Verbet nafal betyder även ”att orsaka att andra faller”. Det är därför som Svenska Folkbibeln översätter ordet nefilim med ”våldsverkarna” samt Karl XII:s bibel med ”tyrannerna”. Verbet nafal används således både i intransitiv och transitiv betydelse, liksom även i bokstavlig bemärkelse och bildligt. 
Ordet används om ett folk som levde före den Stora Floden i 1 Mos. 6:4 och i 4 Mos. 13:33 om anakiterna, ett folk som bodde i trakten av Hebron och som de israelitiska spejarna såg när de inspekterade landet Kanaan före bosättningen där
Den inte ovanliga synen att nefilim skulle vara barn efter en sexuell kontakt mellan gudaväsen/änglar och människor, är något som förekommer i skönlitteratur, i den kristna bibeln och på film. Detta framkommer dock inte i den hebreiska texten.[källa behövs] Det som står i bibeln i vers 2 och 3 talar om vid vilken tidpunkt dessa nefilim levde på jorden. Missförståndet torde ha uppkommit genom den översättning till grekiska som på 200-talet f.Kr. gjordes av den hebreiska texten, där nefilim översätts till jättarna.
När översättarna inte fann något lämpligt ord i grekiskan till nefilim, valde de ett grekiskt ord som finns på svenska som lånord, nämligen ”giganter”.  Det betyder ”de jättestora” (jmfr. gigabyte i datorsammanhang). Detta fick emellertid de grekiska åhörarna att börja tänka på den egna grekiska mytologin med halvgudar. I något sådant mytologiskt sammanhang hör alltså inte nefilim hemma. 